# Lijst van bosbouwkundigen
Dit is een lijst van bekende bosbouwkundigen met een artikel op de Nederlandstalige Wikipedia.

## B
- Lodewijk III van Beieren

- Lodewijk Karel van Beieren
- Berthold von Bernstorff
- Arnoud Jan de Beaufort
- Amedée Visart de Bocarmé
- Philipp von Boeselager
- Moritz Balthasar Borkhausen

## C
- Aimo Cajander
- Heinrich Cotta

## D
- Willem Herbert Diemont
- Etienne Daniël van Dissel

## E
- Charles Cornet d'Elzius

## G
- Gottlieb von Greyerz

## H
- Wilhelm Hertenstein

## K
- Irwin Kanhai
- Iwan Krolis

## L
- Johann Georg von Langen
- Hans van der Lans
- Louis Lavauden
- Aldo Leopold
- Frans Jozef II van Liechtenstein

## M
- Jacques Martin
- Bart Muys

## O
- Jan den Ouden
- Emmanuel Charles van Outryve d'Ydewalle

## P
- Harro Passarge
- Gifford Pinchot

## R
- Anton Reinthaller
- Léon Reuter

## S
- Julien de Schaller
- Adriaan Johannes van Schermbeek
- François de Serret
- Geert Sissingh
- Willie Smits
- Joan Albert van Steijn

## V
- Jan Vlieger

## Z
- Hector van Zuylen van Nyevelt